# Centre de performance de la Section paloise
 (juin 2025).
Motif : Notoriété ? Aucune source secondaire de qualité présente
- Archive Wikiwix
- Bing
- Cairn
- DuckDuckGo
- E. Universalis
- Gallica
- Google
- G. Books
- G. News
- G. Scholar
- Persée
- Qwant
- (zh) Baidu
- (ru) Yandex

| 1. | Préciser le motif de la pose du bandeau. | Précisez le motif de la pose du bandeau en utilisant la syntaxe suivante : {{admissibilité à vérifier\|date=juillet 2025\|motif=remplacez ce texte par le motif}}                                                |
| 2. | Informer les utilisateurs concernés.     | Pensez à avertir le créateur de l'article, par exemple, en insérant le code ci-dessous sur sa page de discussion : {{subst:avertissement admissibilité à vérifier\|Centre de performance de la Section paloise}} |

Le Centre de performance de la Section paloise et appelé HonhaCamp TotalEnergies par contrat de naming avec TotalEnergies, est un complexe sportif dédié à l’entraînement, à la préparation physique et à la formation des joueurs du club de rugby à XV de la Section paloise, basé à Pau, dans les Pyrénées-Atlantiques.
Conçu pour répondre aux exigences du rugby professionnel, ce centre moderne a pour ambition d’offrir un cadre optimal pour le développement des joueurs, la centralisation des activités sportives et administratives du club, ainsi que l’accueil des jeunes talents.

## Historique et projet
Depuis 2021, la Section paloise élabore un projet d’envergure visant à regrouper en un seul lieu ses structures dédiées à la performance professionnelle et à la formation des jeunes joueurs. Qualifié d’« indispensable » par le manager Sébastien Piqueronies, ce projet prend forme à proximité immédiate du stade du Hameau. Initialement prévu sur l’ancien site militaire de Pissard-Santarelli, situé à l’ouest du stade du Hameau et à proximité du stade du Pau Football Club, le Nouste Camp, cette opération devait s’inscrire dans le cadre d’une vaste rénovation urbaine du quartier du Hameau.
Finalement, le club choisit de s’implanter sur un site situé à l’est du stade du Hameau, derrière l’ancienne tribune Ossau. Le projet est entièrement financé par la SASP Section paloise, qui assure de manière autonome sa conception et son financement. Bien que la municipalité ait annoncé un projet global pour cette zone, celui-ci n’est pas attendu avant 2030.
En mars 2025, deux permis de construire sont déposés, et la communauté d’agglomération Pau Béarn Pyrénées accorde au club un bail emphytéotique de cinquante ans pour le terrain. Le chantier débute en juin 2025, avec une ouverture officielle programmée au 15 août 2026, selon les déclarations du président Bernard Pontneau. Par ailleurs, le club annonce la publication des premières esquisses du projet pour l’année 2025. Lors d’une présentation officielle le 30 juin 2025, le club révèle le nom de code du projet : HonhaCamp.

## Infrastructures
Le HonhaCamp est conçu comme un centre de performance intégré, destiné à regrouper à partir de l’été 2026 l’équipe professionnelle, le centre de formation et l’équipe Espoirs de la Section paloise. Implanté au sud-est du stade du Hameau, sur des terrains attenants à l’enceinte principale, il s’inscrit dans une logique de continuité fonctionnelle et géographique des installations sportives du club.
Le complexe s’étend sur environ 3 000 m2 répartis sur deux niveaux, selon les plans conçus par le cabinet d’architectes Camborde. Il est réalisé sous la maîtrise d’ouvrage de la SASP Section Paloise Rugby Pro, avec le Groupe Essor en tant que promoteur. Le rez-de-chaussée comprend une salle de musculation, un espace kinésithérapie, des vestiaires, des installations balnéo, un espace de vie pour les joueurs ainsi qu’un restaurant à destination des sportifs, ouvert également au public. À l’étage supérieur se trouvent les bureaux des staffs professionnels et de formation, des salles de réunion, un pôle médical, une salle de repos et les vestiaires du staff.
Le site est également doté d’une halle sportive couverte abritant un terrain synthétique de 70 mètres de large, soit les dimensions réglementaires d’un Terrain de rugby à XV. Cette structure de 15 mètres de hauteur permet un usage toute saison. Un second terrain extérieur en gazon naturel renforcé, aux mêmes dimensions que la pelouse du Hameau, complète les installations d’entraînement. Le complexe intègre en outre des salles de formation pour les jeunes joueurs, dans une logique de développement à long terme du vivier local. Soucieux de son empreinte environnementale, le bâtiment est équipé d’une toiture photovoltaïque destinée à réduire sa consommation énergétique.

## Financement
Le coût total de la construction du Centre de haute performance est estimé à 11 millions d’euros. Cet investissement est pris en charge par la SASP Section paloise, financé principalement par un emprunt bancaire et soutenu par des partenaires privés majeurs, parmi lesquels figure TotalEnergies.
Le coût global du projet s’élève à 11 millions d’euros, ce qui en fait le plus gros investissement de l’histoire du club. Le financement, exclusivement porté par la Section paloise, est prévu sur vingt ans, avec un soutien partiel de la Communauté d’agglomération de Pau Béarn Pyrénées, qui garantit 50 % du montant de l’emprunt.
Le projet est réalisé par le groupe Essor, en partenariat avec l’architecte Julien Camborde. Il bénéficie également d’un contrat de naming avec TotalEnergies — partenaire historique du club depuis 37 ans — qui a donné son nom au HonhaCamp TotalEnergies. Ce partenariat contribue à l’amortissement du financement de l’infrastructure.